# Лейбниция
Лейбниция (лат. Leibnitzia) — род многолетних цветковых растений, включённый в трибу Mutisieae семейства Астровые (Asteraceae). Включает около 8 видов.

## Название

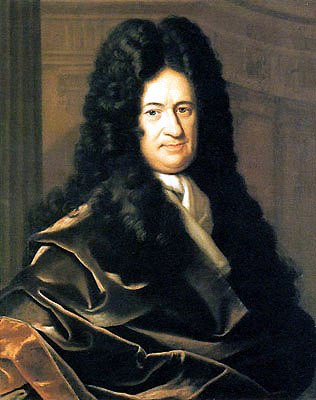
Готфрид Вильгельм Лейбниц

Род Лейбниция был назван Александром Кассини в честь немецкого философа и учёного Готфрида Вильгельма Лейбница (1646—1716), создателя математической логики и комбинаторики.

## Ботаническое описание
Представители рода — многолетние травянистые растения. Листья собраны в прикорневую розетку, простые или перисто-рассечённые.
Весенние соцветия-корзинки с язычковыми и срединными цветками. Язычковые цветки пестичные, срединные цветки обоеполые, с короткими пестиками, с примерно равными по длине губами. Осенние корзинки без язычковых цветков, срединные цветки мелкие, двугубые. Верхняя губа рассечённая на узкие доли, нижняя губа с тремя малозаметными зубцами.
Плоды веретеновидной формы, уплощённые, опушённые, с заметным, не исчезающим хохолком.

## Ареал
Виды лейбниции произрастают в Северной Америке и южной и восточной Азии. На территории России известны два вида — лейбниция бестычинковая и лейбниция Кнорринг.

## Таксономия
|  |                                      |  |                                                       |                                                       |                    |  | ещё 12 семейств (согласно Системе APG II) |                      |                      |           |
|  |                                      |  |                                                       |                                                       |                    |  |                                           |                      |                      | 5—8 видов |
|  |                                      |  |                                                       | порядок Астроцветные                                  |                    |  |                                           |                      | род Лейбниция        |           |
|  |                                      |  |                                                       | порядок Астроцветные                                  |                    |  |                                           |                      | род Лейбниция        |           |
|  | отдел Цветковые, или Покрытосеменные |  |                                                       |                                                       | семейство Астровые |  |                                           |                      |                      |           |
|  | отдел Цветковые, или Покрытосеменные |  |                                                       |                                                       |                    |  |                                           |                      |                      |           |
|  |                                      |  | ещё 44 порядка цветковых растений (по Системе APG II) | ещё 44 порядка цветковых растений (по Системе APG II) |                    |  |                                           | ещё более 1760 родов | ещё более 1760 родов |           |
|  |                                      |  |                                                       | ещё 44 порядка цветковых растений (по Системе APG II) |                    |  |                                           |                      | ещё более 1760 родов |           |

### Синонимы
- Anandria Less., 1830, nom. superfl.

### Виды
- Leibnitzia anandria (L.) Turcz., 1831 — Лейбниция бестычинковая
- Leibnitzia knorringiana (B.Fedtsch.) Pobed., 1963 — Лейбниция Кнорринг
- Leibnitzia lyrata (Sch.Bip.) G.L.Nesom, 1995
- Leibnitzia nepalensis (Kunze) Kitam., 1938
- Leibnitzia occimadrensis G.L.Nesom, 1983
- Leibnitzia pusilla (Wall. ex DC.) S.Gould, 1982
- Leibnitzia ruficoma (Franch.) Kitam., 1938
- Leibnitzia seemannii (Sch.Bip.) G.L.Nesom, 1983